# لیبرترینیسم راست
لیبرترینیسم راست (به انگلیسی: right-libertarianism)،‏ که به سرمایه‌داری لیبرترینیسم‏ یا لیبرترینیسم جناح راست‏ نیز شناخته می‌شود، یک فلسفه سیاسی و نوعی از لیبرترینیسم است که از حقوق مالکیت سرمایه‌داری حمایت نموده و از توزیع منابع طبیعی توسط بازار و مالکیت خصوصی دفاع می‌کند. اصطلاح لیبرترینیسم راست به این هدف به‌کار می‌رود تا این طبقه از دیدگاه‌ها دربارهٔ ماهیت مالکیت و سرمایه را از لیبرترینیسم چپ متمایز سازد؛ لیبرترینیسم چپ، نوعی از لیبرترینیسم است که مالکیت خودی را با رویکرد مساوات خواهانه به منابع طبیعی باهم ترکیب می‌کند. لیبرترینیسم راست برخلاف لیبرترینیسم سوسیالیست، از سرمایه‌داری بازار آزاد حمایت می‌کند. این نوع لیبرترینیسم مانند سایر انواع آن، آزادی‌های مدنی، خصوصاً قانون طبیعی، حقوق منفی و معکوس دولت رفاهی مدرن را مورد حمایت قرار می‌دهد.
تفکر سیاسی لیبرترین راست، براساس اولویت قاطع که به آزادی داده است، با نیازمندی گسترده سازی حوزه آزادی فردی و محدود سازی حوزه صلاحیت عامه توصیف می‌گردد. لیبرترین راست معمولاً دولت را تهدید اساسی در برابر آزادی می‌داند. این نوع نگرش ضد دولت‌گرایی با نظریه آنارشیستی تفاوت دارد. چون این نوع نگرش مبتنی بر فردگرایی سازش‌ناپذیر استوار می‌باشد که تأکید اندکی یا عدم تأکید بر جامعه پذیری یا همکاری انسان دارد. فلسفه لیبرترین راست همچنان در ایده‌های حقوق فردی و اقتصاد لِسِه فِر ریشه دارد. نظریه لیبرترینیسم حقوق فردی در کل از «اصل تصاحب زمین عامه» و «نظریه مالکیت کار» پیروی می‌کند و روی مالکیت شخصی تأکید می‌ورزد و بدین باور است که هر کسی در مورد مالکیت که از اثر کار اش به وجود می‌آید، حق مطلق دارد. از منظر اقتصادی، فلسفه لیبرترین راست میان سرمایه‌داری و بازار آزاد تفاوتی قائل نمی‌شوند و هرگونه تلاش برای دیکته کردن فرایند بازار را ضد تولید می‌دانند و بر میکانیسم‌ها و ماهیت خود تنظیمی بازار تأکید می‌ورزد و در عین حال، مداخله دولت و تلاش‌ها برای توزیع مجدد ثروت را همیشه غیرضروری و ضد تولید نشان می‌دهد. درحالی‌که، تمامی لیبرترین‌های راست مخالف مداخله دولت اند و تلاش می‌کنند تا ثروت را به عنوان یک پاد-محصول سراسر غیر ضروری، بازتوزیع کنند. گرچه که تمام لیبرترین‌ها مخالف مداخله دولت اند، شکافی بین انارکو-کاپیتالیست‌ها که دولت را لزوماً شر ندانسته و خواستار محافظت حقوق مالکیت بدون «قانون مدون» از طریق «خطای مدنی» ناشی از بازار اند و مینارشیست‌ها تفاوت وجود دارد؛ چون مینارشیست‌ها از نیاز به یک دولت حداقلی که غالباً از آن به عنوان دولت نگهبان شب یاد می‌شود حمایت کرده، چنین دولتی دادگاه‌ها، نیروی نظامی و پلیس را برای اتباعش فراهم می‌نماید.
درحالی‌که لیبرترینیسم راست تحت تأثیر تفکر لیبرالیسم کلاسیک قرار گرفت که برخی‌ها لیبرترینیسم راست را حاصل از آن یا نوع دیگری از آن می‌دانند. اما تفاوت‌های قابل توجهی وجود دارد. «ادوین دی هار» استدلال می‌کند که «اصطلاح لیبرترینیسم برخی اوقات در آمریکا به‌طور گیچ کننده‌ای از سوی لیبرال‌های کلاسیک به کار می‌رود. ولی این موضوع به صورت اشتباه، تفاوت میان آن‌ها را می‌پوشاند». لیبرالیسم کلاسیک اولویت دادن به آزادی نسبت به نظم را رد می‌کند و ازین‌رو، عداوت به دولت را که ویژگی تعریف کننده لیبرترینیسم است، نشان نمی‌دهد. بدین ترتیب، لیبرترین‌های راست معتقد اند که لیبرال‌های کلاسیک دخالت دولت را بیش از حد مورد حمایت قرار می‌دهند و استدلال می‌آورند که آن‌ها در برابر حقوق مالکیت فردی احترام کافی قائل نیستند و بر کارهای بازار آزاد و نظم خودجوش آن که باعث حمایت دولت بزرگتر می‌شود، اعتماد کافی ندارند. همچنین لیبرترین‌های راست با لیبرال‌های کلاسیک نیز مخالف اند، چرا که لیبرال‌های کلاسیک بیش از حد از بانک مرکزی و سیاست‌های پول‌گرایی پشتیبانی می‌کنند.

## تعریف

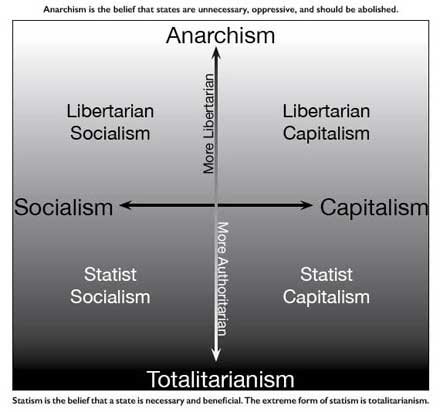
یک دیاگرامِ گروه اقتصادی که در آن لیبرترینیسم راست در لیبرترینِ کاپیتالیسم به عنوان لیبرترین‌های راست مخالف سرمایه‌داری دولتی می‌گنجند و در عوض از لسه فر در سرمایه‌داری حمایت می‌کنند.

افرادی که به مثابه لیبرترین راست یا لیبرترین چپ توصیف می‌شوند، عموماً بر این تمایل دارند که خود را صرفاً لیبرترین بنامند و از فلسفه آن‌ها به عنوان لیبرترینیسم یاد کنند. در روشنای این موضوع، برخی نویسنده‌ها و دانش‌مندان علم سیاست اشکال لیبرترینیسم را به دو گروه؛ لیبرترینیسم راست و لیبرترینیسم چپ طبقه‌بندی می‌کنند تا دیدگاه‌های لیبرترین‌ها را درمورد ماهیت مالکیت و سرمایه از هم تفکیک کنند.
اصطلاح لیبرترین برای اولین بار توسط روشنفکران متأخر عصر روشن‌گری به کار رفت. آن‌ها این اصطلاح را برای کسانی به کار می‌بردند که به اختیار و بر ضد تفکر مروج، فلسفهٔ از کار افتاده جبرگرایی، معتقد بودند. اصطلاح لیبرترین برای اولین بار در سال ۱۷۸۹ میلادی توسط مورخ بریتانیایی «ویلیام بلشام» در بحث پیرامون اراده آزاد از منظر جبرگرایانهٔ مؤلف به ثبت رسید. این مناظره میان لیبرترینیسم، به معنای فلسفی-متافزیکی و جبرگرایی تا اوایل قرن نوزدهم میلادی، خصوصاً در زمینه الهیات پروتستانت ادامه پیدا کرد. لغت‌نامه مریام-وبستر به زبان انگلیسی، استفاده قدیمی از کلمه لیبترین را با شرح معنی آن به عنوان «حامی دکترین اراده آزاد» تصدیق می‌کند. این لغت‌نامه همچنین تعریف می‌کند که «لیبرترین به کسی گفته می‌شود که اصول آزادی فردی را در تفکر و عمل بپذیرد».

## اصطلاح‌شناسی
لیبرترینیسم راست به عنوان یک اصطلاح توسط برخی از تحلیل‌گران سیاسی، استادان دانشگاه و اعضای رسانه‌ها، به ویژه در ایالات متحده، به کار رفت تا فلسفه لیبرترین را که حمایت از سرمایه‌داری بازار آزاد و حق مطلق بر مالکیت، علاوه بر حمایت از دولت محدود و مالکیت خودی است، توصیف نماید. لیبرترینیسم راست در مقابل دیدگاه‌های جناح چپ قرار می‌گیرد که از دیدگاه‌های اولی حمایت نمی‌کنند. در اکثر نقاط جهان، این موضع سیاسی خاص بیشتر به عنوان لیبرالیسم کلاسیک، لیبرالیسم اقتصادی و نئولیبرالیسم شناخته می‌شود. این دیدگاه عمدتاً با سیاست جناح راست که حمایت از بازارهای آزاد و مالکیت خصوصی کالاهای سرمایه‌ای است، مرتبط می‌باشد. علاوه بر این، معمولاً با ایدئولوژی‌های مشابهی مانند سوسیال دموکراسی و لیبرالیسم اجتماعی که عموماً از اشکال بدیل سرمایه‌داری مانند اقتصادهای مختلط، سرمایه‌داری دولتی و سرمایه‌داری رفاهی حمایت می‌کنند، در تقابل است.
«پیتر والنتاین» می‌نویسد، لیبرترینیسم که به عنوان مالکیت خودی تعریف می‌شود، یک دکترین جناح راست در زمینه طیف سیاسی چپ و راست نیست، چون تمایل دارد در مسائل اجتماعی، جناح چپ باشد و با قوانینی مخالفت کند که روابط جنسی توافقی را محدود کرده، مصرف مواد مخدر توسط افراد بالغ و همچنین قوانینی که دیدگاه‌ها یا مناسک مذهبی و خدمت اجباری در ارتش را تحمیل می‌کنند، مخالف است. او لیبرترینیسم راست را به عنوان اخذ منابع طبیعی بدون مالک «که ممکن توسط اولین کسی که آن‌ها را کشف می‌کند، کار خود را در آن آغاز می‌کند، یا صرفاً ادعا می‌کند. بدون رضایت دیگران یا با پرداخت یا بدون پرداخت آن‌ها را تصاحب می‌کند» تعریف می‌نماید. او این را با لیبرترینیسم چپ مقایسه می‌کند که در آن چنین «منابع طبیعی تصاحب نشده به صورت برابر به همه افراد تعلق دارد». به‌طور مشابه «شارلوت» و «لاورنس بیکر» بر این باورند که لیبرترینیسم بیشتر به موضع سیاسی اشاره دارد، چون منابع طبیعی اساساً فاقد مالکیت هستند و ممکن است توسط احزاب خصوصی بدون رضایت یا به خاطر دیگران تصاحب شوند.

## فلسفه
لیبرترینیسم راست در اواسط قرن بیستم در ایالات متحده از آثار نویسندگان لیبرال اروپایی مانند جان لاک، فردریش هایک و لودویگ فن میزس توسعه یافت و امروزه معروف‌ترین مفهوم لیبرترینیسم در ایالات متحده آمریکا است. معمولاً از آن به عنوان ادامه یا رادیکال‌سازی لیبرالیسم کلاسیک یاد می‌شود. مهم‌ترین فیلسوفان اولیه لیبرترین راست، لیبرترین‌های مدرن آمریکایی مانند رابرت نوزیک و موری روتبارد بودند.

## کتابشناسی
- Baradat, Leon P. (2015). Political Ideologies. Routledge. ISBN 978-1-317-34555-8.
- Bogus, Carl T. (2011). Buckley: William F. Buckley Jr. and the Rise of American Conservatism. Bloomsbury Publishing. ISBN 978-1-59691-580-0.
- Caplan, Bryan (2008). "Friedman, David (1945–)".  In Hamowy, Ronald (ed.). The Encyclopedia of Libertarianism. Thousand Oaks, California: SAGE Publications; Cato Institute. doi:10.4135/9781412965811.n117. ISBN 978-1-4129-6580-4.
- Carlson, Jennifer D. (2012). "Libertarianism".  In Miller, Wilburn R. (ed.). The Social History of Crime and Punishment in America. London: SAGE Publications; Cato Institute. ISBN 978-1-4129-8876-6.
- De Leon, David (1978). The American as Anarchist: Reflections on Indigenous Radicalism. Johns Hopkins University Press.
- Doherty, Brian (2009). Radicals for Capitalism: A Freewheeling History of the Modern American Libertarian Movement. London: Hachette UK. ISBN 978-0-7867-3188-6.
- Goodway, David (2006). Anarchist Seeds Beneath the Snow: Left-Libertarian Thought and British Writers from William Morris to Colin Ward. Liverpool: Liverpool University Press. ISBN 978-1-84631-025-6.
- Heywood, Andrew (2004). Political Theory, Third Edition: An Introduction. Palgrave Macmillan. ISBN 0-333-96180-3.
- Kymlicka, Will (2005). "libertarianism, left-".  In Honderich, Ted (ed.). The Oxford Companion to Philosophy (New ed.). New York: Oxford University Press. ISBN 978-0-19-926479-7.
- Long, Roderick T.; Machan, Tibor R. (2008). Anarchism/Minarchism: Is a Government Part of a Free Country?. Ashgate Publishing, Ltd. ISBN 978-0-7546-6066-8.
- Miller, David (1987). The Blackwell Encyclopaedia of Political Thought. Wiley-Blackwell. ISBN 978-0-631-17944-3.
- Morris, Andrew (2008). "Anarcho-Capitalism".  In Hamowy, Ronald (ed.). The Encyclopedia of Libertarianism. Thousand Oaks, California: SAGE Publications; Cato Institute. ISBN 978-1-4129-6580-4.
- Newman, Saul (2010). The Politics of Postanarchism'. Edinburgh University Press. ISBN 978-0-7486-3495-8.
- Stringham, Edward (2007). Anarchy And the Law: The Political Economy of Choice. Transaction Publishers. ISBN 978-1-4128-0579-7.
- Vallentyne, Peter (2007). "Libertarianism and the State". Liberalism: Old and New: Volume 24. New York: Cambridge University Press. ISBN 978-0-521-70305-5.
- Van de Haar, Edwin (2015). Degrees of Freedom: Liberal Political Philosophy and Ideology. New Brunswick, New Jersey: Transaction Publishers. ISBN 978-1-4128-5575-4.
- Wündisch, Joachim (2014). Towards a Right-Libertarian Welfare State. ISBN 978-3-89785-844-2.